# Colina (cantante)
Oscar de Jesús Colina (Coro, 15 de febrero de 1955) es un cantautor venezolano.
En los años ochenta propuso una alternativa diferente a los músicos de su generación. Fusionó elementos del rock, reggae, pop y de la cultura latina, obteniendo un estilo innovador y aclamado para sus seguidores en esa época, quienes disfrutaron del tecnopop con sus composiciones.
Colina fue un artista que levantó pasiones en el público venezolano de los años ochenta, no solo por sus letras siempre escritas en primera persona, sino por su imagen que resultaba contundente. Su estilo de vestir y peinar causaban fascinación. Delineaba sus labios al estilo de Prince y utilizaba sombreros como los de Boy George con quien lo compararon en varias oportunidades, cosa que Colina desmintió diciendo que su estilo era único y auténtico. Llevó trenzas hasta los hombros y nunca le podían faltar sus lentes cuadrados y de colores.
En sus presentaciones, Colina se caracterizaba por el despliegue de plasticidad que desbordaba en el escenario.
Otra de las cosas que diferenciaron e impulsaron a este artista, fue que incursionó con precocidad en nuevas tecnologías que eran avanzadas para su época, con las que componía y producía sus temas, convirtiéndose además en referencia e inspiración de nuevos músicos que comenzaron a utilizar programas en computadora para mezclar instrumentos y también componer.
Entre 1991 y finales de 1993 estuvo recluido en el Retén Judicial de Catia acusado de posesión de substancias estupefacientes. Este suceso generó un gran escándalo en el mundo de la música en Venezuela.

## Estudios
A los 13 años estudió Arte Puro en la Escuela Cristóbal Rojas de Caracas durante cuatro años.
En paralelo a esta actividad estudió música en el Conservatorio de Música José Ángel Lamas y en la Escuela Nacional de Ópera INCIBA (Instituto Nacional de Cultura y Bellas Artes), bajo la dirección del maestro Primo Casale.
Posteriormente incursiona en el mundo de la actuación, integrándose al Teatro Universitario. Después entra al taller andante Los Negros No Hacen Silencio, un grupo de teatro-musical. Fue parte del reconocido grupo de teatro venezolano Rajatabla y también perteneció al Teatro Experimental de la UCAB (Universidad Católica Andrés Bello).
A principios de los años setenta comienza a cantar en un conocido lugar en Caracas llamado El Gran Café, en donde se presentaba con su grupo Negro y Aparte. Con esta agrupación graba su primer disco en formato 45 RPM llamado Alma De Azabache Y Belice, producido por Pablo Schneider.

## Londres
En el año 1977 viaja a Inglaterra en donde vive durante siete años. En su estadía en Londres, estudia cine en el London International Film School durante tres años.
Mientras realizaba sus estudios cinematográficos, representa a Inglaterra en festivales de escuelas de cine en Polonia, Checoslovaquia y Alemania, donde obtiene algunos reconocimientos con su producción Wash up.

## Música
En 1982 graba su primer disco, Amanecer, que incluye temas en inglés y español.
En este disco participaron artistas británicos pertenecientes a los grupos 10 CC, Jeff Beck, Breadfast Band, Fashion y los músicos Jerry Raphitti y Steven Windwood.
En 1984 regresa a Venezuela y graba su segundo disco como solista, "Aquí Y Ahora" que incluye uno de sus grandes éxitos «Si Tú Te Vas» (versionado en el año 2007 por el grupo venezolano Los Amigos Invisibles), así como "Fuera De Control" (versionada por el grupo marabino Tlx en su EP Medios De Transporte), entre otros.
Para la grabación de este disco viajan a Venezuela los músicos británicos Greg Roberts en la batería y Mark Gibs en la guitarra. También participan artistas venezolanos como: Ilan Chester que tocó teclados, y en los característicos coros de la música de Colina estuvieron Biela da Costa, Ana María Bertorelli y Marlene Yanés.
En el año 1986 realiza su tercera producción llamada Sampler en donde está incluido su gran éxito "Amándote", así como "Curacao", "Dame La Noche", "Lloras Por Nada" y "Es Reggae", entre otros.
En 1988 lanza su cuarto disco llamado Cuando Un Loco Ama, una producción hecha con artistas como: Carlos Mata, Luz Marina, Cecilia Todd, María Rivas, Elisa Rego, Moisés González, Fernando Carrillo y Evio di Marzo. De esta producción destacaron temas como "Tratándose De Ti", "Así Es El Amor", "Nadie Te Entiende" y "Algo Bueno Tiene Que Pasar" a dúo con Evio Di Marzo.
En el año 1993 Colina incursiona en un nuevo estilo musical con su disco Vuelve, que contiene temas con una tendencia más tropical.
Para el año 2002 sale al mercado un disco llamado Master Collection, una recopilación de todos sus éxitos.

## Producción musical
A su regreso a Venezuela, además de la grabación de sus discos, se dedica a la producción musical, creando temas para películas como La colina del diablo (una producción ítalovenezolana) y para telenovelas venezolanas como De oro puro, escrita por Julio César Mármol para RCTV.
También fue productor de jingles para comerciales de radio y televisión de productos como: Eveready, Recordland, CNB, Pablo Electrónica, entre otros.
En el 2009 produce su disco A través del tiempo, que contiene cuatro temas nuevos y una recopilación de temas de grabaciones de su trayectoria que datan desde el año 1981 hasta la actualidad.

## Discografía
- 1982: "Amanecer"
  - «Amanecer»
  - «Eso Y Mucho Más»
  - «Macarapana»
  - «Qué Vas A Hacer»
  - «It’s A Secret»
  - «La Voz»
  - «Little China»
  - «Don’t take that friend away».
- 1984: "Aquí Y Ahora"
  - «Quién Será»
  - «Fuera De Control»
  - «Si Tú Te Vas»
  - «Urupagua»
  - «México»
  - «Ven A Mí»
  - «Sin Salida»
  - «Ahora Que Encontramos El Amor»
  - «Aquí Y Ahora»».
- 1986: Sampler
  - «Dame la noche»
  - «Es reggae»
  - «Amándote»
  - «Curaçao tu y yo»
  - «Lloras por nada»
  - «You can’t keep doing this forever»
  - «If you try»
  - «Just a little bit closer»
  - «Curaçao with love».
- 1988: Cuando Un Loco Ama
  - «Así es el amor»
  - «Guárdalo en tu corazón»
  - «Nadie te entiende» (para La colina del diablo).
  - «No puedes escapar de ti»
  - «Con todo mi amor»
  - «Aprendiendo a olvidar»
  - «Algo bueno tiene que pasar»
  - «Tratándose de ti»
  - «Lo que siento por ti»
  - «Vuelve a casa».
- 1993: Vuelve
  - «Un día bonito»
  - «Me hace falta amar»
  - «Mañana volveré»
  - «Cuando me vaya a la luna»
  - «Un maestro me decía»
  - «Corazón moro»
  - «Cada vez que te alejas»
  - «Mejor será llorar»
  - «Imposible vivir sin ti»
  - «Cuando mi madre hace arepas Dios sonríe».

- 2002: Master Colecction (recopilación).
- 2009: A Través Del Tiempo
  - «Tratándose de ti»
  - «Déjate amar»
  - «Pronto llegará el día»
  - «¿Por qué?»
  - «Don’t take that friend away»
  - «Limón limonero»
  - «It’s a secret»
  - «No one to tender»
  - «Pico y pala»
  - «What’cha gonna do?»
  - «Es reggae-dub»
  - «Don’t take that friend away» (otra versión).

- 7 Programado para finales de mayo de 2018
  - «Palabras»
  - «Acontece»
  - «A full color»
  - «Paso a paso»
  - «No se»
  - «La melodía»
  - «Daisy»
  - «Nada es para siempre»
  - «Condenado a vivir en libertad»
  - «Dalia»
  - «Dime que sí»
  - «Esto no es amor».

Bonus tracks
Eres tu
Dalia remix
Hostilia Tema de película "Todo por la taquilla"